# Татары (этноним)
Татары — самоназвание современных татар, крымских татар, а также некоторых других тюркских народов. Известно, что у волго-уральских татар  самоназвание «татары» использовалось уже с XVI века.
Термин татары появился у тюркских и монгольских народов в 6–8 веках н. э. За многовековую историю слово татары приобретало и теряло функции этнонима, политонима, соционима и конфессионима.

## Этимология
Есть множество этимологических разъяснений слова «татар».
По версии итальянского францисканца Джованни Плано Карпини, приведённой в книге «История Монгалов, именуемых нами Татарами», этноним «татар» происходит от названия одноименной реки на Востоке, название которой происходит от тата, тартар - «тащить, тянуть».
Написавший в XVII веке в Хиве «Родословное древо тюрков» Абул-Гази считал, что первоначальное слово «татар» было именем одного из тюркских ханов, а затем оно стало именем народа, то же самое предположил Н. А. Баскаков, который связывал происхождение имени татар от Татара, праправнука Джучи, и далее распространилось на все население Золотой Орды.
А. А. Сухарев предполагал, что слово «татар» образовалось из двух слов — «тау» (гора) и «тар» — «тор» (жить) и таким образом означает жителей гор.
Согласно Д. Е. Еремееву, «татар» прежде всего является этнонимом тюркоязычным и относится к названиям народов, имеющих окончание «-ар», которое восходит к слову «ар» — «ир», означающему «человек».

## Употребление этнонима
Согласно наиболее распространенной версии, старое китайское название 鞑靼, то есть Dada или Dadan, трактуется как первое упоминание этнонима «татары». Книга Сун свидетельствует, что другое имя жужанов есть «татар», которые также называются «тартар» и являются одним из аймаков хунну. Китайским иероглифом с современным произношением «датань» отмечено слово «татар», а иероглифом «таньтань» написано слово «тартар». Историки считают, что название монголов как татар (тартар) происходит от имени хана Татар жужанов (414—429). Эти два названия, Татар-хаан и татар (монгол), записаны одинаковыми иероглифами. Поэтому со времён Жужаньского каганата монголов стали называть монголами, татарами, татар-монголами или монгол-татарами.
Для VIII—IX веков «татары» — наименование одного из племён шивэй, которых китайские источники считают родственными киданям. В рунической надписи на памятнике тюркютскому полководцу Кюль-Тегину (732) упоминаются племенные союзы «отуз-татары» и «токуз-огузы» (и уже в ближайшем будущем оба этнонима сольются в «токуз-татар»):
«[В качестве] плачущих и стонущих [то есть для выражения соболезнования] [пришли] спереди, из [страны] солнечного восхода, народ степи Бёклийской, [а также] табгач, тибетцы, авары и Рим, киргизы, уч-кураканы, отуз-татары, кытай и татабийцы» [Малов 1951, с. 36]. «Справа (то есть на юге) народ табгач был врагом, слева (то есть на севере) народ токуз-огузов [под начальством] Баз-кагана был врагом, киргизы, курыканы, отуз-татары, кидани и татабы все были врагами» [Кляшторный 1964, с. 33].
В первые десятилетия Уйгурского каганата (744–840 гг.) уйгурские надписи называют татар не отуз-татарами, а токуз-татарами.
Согласно Суй Шу («Истории Династии Суй», VI—VII века), «живущие на юге называются киданями, живущие на севере — шивэйцами». В начале XI века часть шивэй ушла от власти киданей на юг, к горам Иньшань, а затем распространилась на запад до реки Керулен. Со временем численность татар выросла и к середине XII века они становятся наиболее сильным племенным объединением в степи. Их кочевья занимают районы озера Буйр-Нур и реки Халхин-Гол, а также часть Внутренней Монголии.
В период с XII века этноним «татары» получает расширительное значение. В частности, китайцы стали называть татарами (да-дань) всех кочевников восточной части Великой степи независимо от их действительной этнической принадлежности. Иными словами, этноним приобретает сопутствующее значение политико-культурного термина. В то же время, согласно Ван Говэю, в киданьской империи Ляо термин «татары» считался уничижительным. Вместо него употреблялось слово «цзубу» (по Виттфогелю происходит от тибетского «сог-по» — пастухи, кочевники).
Согласно другой версии, татары — племя, входившее в общность дарлекин-монголов (монголов вообще), наряду с кереитами, меркитами, ойратами, найманами, баргутами и другими монголоязычными племенами, в противоположность нирун-монголам (собственно монголам). Непосредственно перед образованием Монгольской империи татары кочевали южнее реки Керулен. После поражения, нанесённого им Тэмуджином (Чингисханом) в 1202 году и понесённых татарами больших потерь, воины этого племени в первых кампаниях Чингисхана задействованы не были. Зато были активно вовлечены в Западной поход в 1236—1242 годах.
Китайскими средневековыми историками татары (в широком смысле) делились на три части:
- Белые татары — кочевники, живущие южнее пустыни Гоби вдоль Великой Китайской стены. Большую часть их составляли онгуты. Они находились под влиянием китайской культуры, а в политическом отношении подчинялись киданям, позднее — чжурчженям.
- Чёрные татары жили в степи и занимались скотоводством. Они подчинялись своим «природным» ханам и презирали белых татар за то, «что те за шёлковые тряпки продали свою свободу чужеземцам». В число чёрных татар включались кереиты и монголы[15].
- Дикие татары — южносибирские племена охотников и рыболовов (т. н. «лесные народы»), в том числе предки современных бурят, тувинцев и эвенков. Они не знали ханской власти и управлялись старейшинами.

### Употребление этнонима половцами
Кыпчаки, известные так же как половцы, которые участвовали в этногенезе, в частности, крымских и поволжских татар, в золотоордынскую эпоху в качестве самоназвания использовали этноним «татары». Кроме того, в единственном сохранившемся памятнике половецкого языка  — "Кодекс Куманикус" (1303 г.) — он назван "татарским" (tatar tili).

### Употребление этнонима в Российской империи
В. Н. Татищев в своём историческом труде отмечал: «Европейские писатели все как историки, так географы, вместо турок всю восточно-западную Азию Великая Татария именуют, но с чего это имя взято, неизвестно, и у древних нигде не упоминаемо, только Птоломей народ могулцы упомянул. В лексиконе историческом под именем татар разные и нисколь к оным не принадлежащие народы заключены…
Русские историки хотя их татарами именуют, но они сами оного не употребляли, а именовались монгу и монгалы, как в грамотах ханов их и князей указано. До сих пор, как выше сказал, кроме европейских, сами татарами не зовутся. Что же крымские, астраханские и прочие татарами зовутся, то они, слыша от европейцев оное и не зная значения названия, не за поносное (прим. бранное) приемлют».
На самом же деле современной исторической науке доподлинно известно, что этноним татары был и остается самоназванием многих тюркских народов. Так, этноним был впервые упомянут ещё на памятниках древнетюркской письменности. Татарами названы кыпчаки в тюркской версии единственного известного источника половецкого языка — Кодекс Куманикус.
В Российской империи этноним «татары» применялся к некоторым тюркоязычным народам, населявшим государство:
- горские татары (карачаевцы и балкарцы)
- ногайские татары (ногайцы)
- закавказские татары (азербайджанцы)
- абаканские татары (хакасы)
- кузнецкие татары (шорцы)
- кундровские татары (карагаши)
- волжские татары (татары)
- крымские татары
- черневые татары (тубалары)
- чулымские татары (чулымцы)
- алтайские татары (алтайцы)
- сибирские татары
- кавказские татары (кумыки)

Сегодня эти народы почти не используют этноним «татары», за исключением поволжских татар, сибирских татар, использующих два самоназвания: татарлар, что значит татары и себер татарлары, сибиртатарлары, что значит сибиры, хакасов (заимствованное из русского, а самоназвание тадарлар) и крымских татар, использующих два самоназвания: къырымтатарлар, дословно крымские татары и, редко, къырымлар, дословно крымцы.
Слово «татарин» использовалось также для обозначения представителей народов Кавказа (аналогично современному «лицо кавказской национальности»), причём не только на бытовом уровне. Например, в повести Л. Н. Толстого «Хаджи-Мурат» аварец Хаджи-Мурат не только называется «татарин» (имеется в виду кумык, так как кумыкский язык являлся языком межнационального общения на всём Северном Кавказе), но даже говорит на «татарском языке» (кумыкском).
М. Ю. Лермонтов, будучи в Тифлисе, С. А. Раевскому писал: «Начал учиться по-татарски, язык, который здесь, и вообще в Азии, необходим, как французский в Европе, — да жаль, теперь не доучусь, а впоследствии могло бы пригодиться». Под «татарским», Ираклием Андрониковым и Микаэлем Рафили предполагается азербайджанский язык.
В XVI—XVIII веках, когда происходила консолидация волго-уральских татар, в качестве самоназваний это население употребляло именования татарин, мусульманин, тюрок.

### Употребление этнонима в Западной Европе

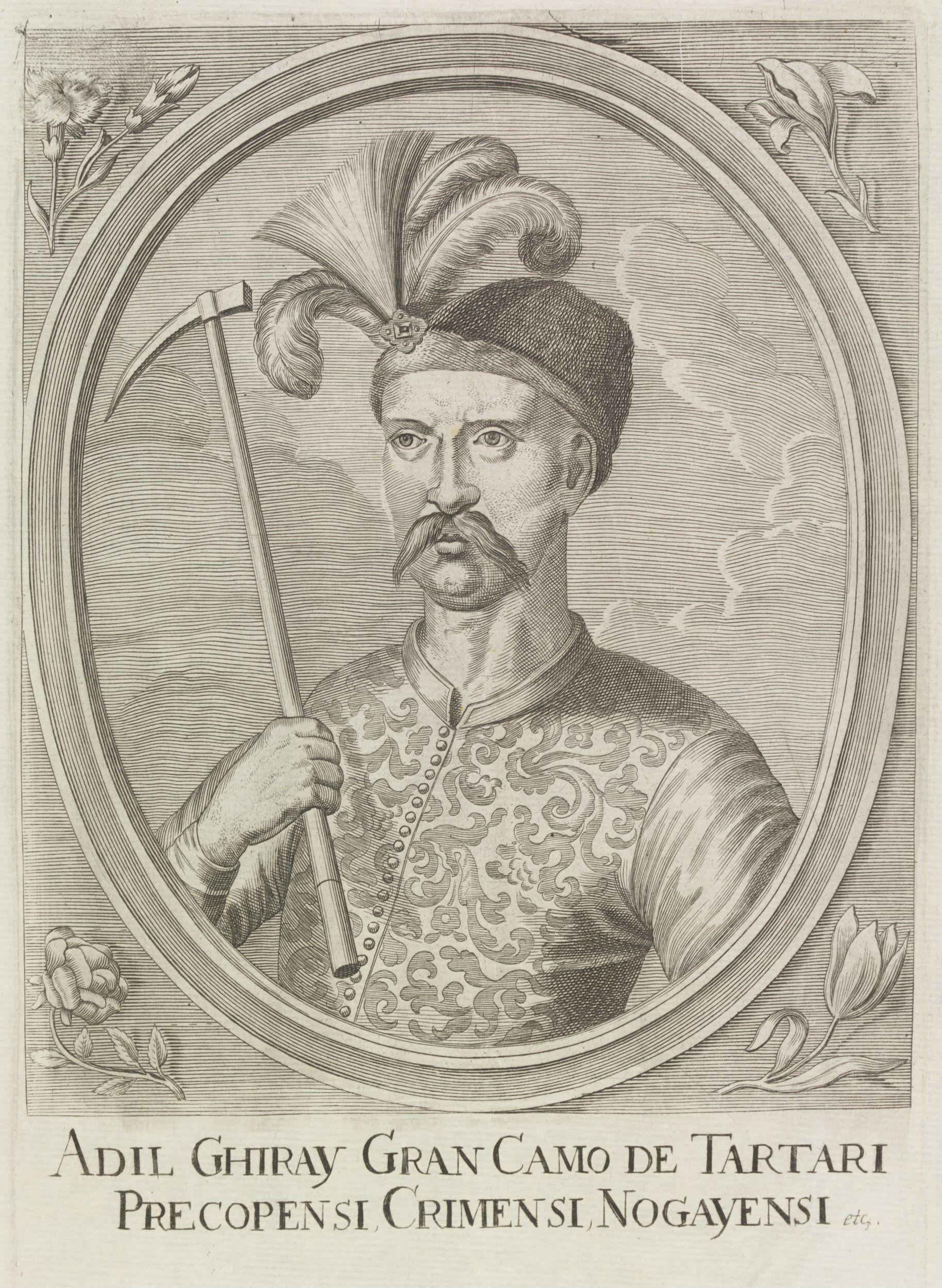
Гравюра австрийского гравера Морица Ланга. Надпись: Адиль Герай — Великий Хан Тартарии Перекопской, Крымской, Ногайской и т. д., 1670-е

В Западной Европе о «татарах» заговорили уже на Первом Лионском соборе (1245 год).
С тех пор и до XVIII века, а иной раз и позднее, западные европейцы собирательно называли все азиатские кочевые и полукочевые тюркские и монгольские народы «татарами» (лат. Tartari, фр. Tartares).
До середины XVII века европейцы мало что знали о Маньчжурии и её обитателях, но когда в 1640-х годах маньчжуры завоевали Китай, то находившиеся там иезуиты также причислили их к татарам. Наиболее известная книга, сообщившая современникам о победе маньчжуров над минским Китаем, была написанная Мартино Мартини De bello Tartarico historia («История татарской войны») (1654 год).